# Olof Högberg

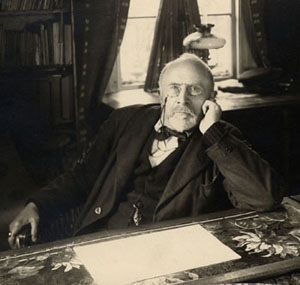
Olof Högberg vid skrivbordet.

Olof Högberg, född 27 september 1855 i Högsjö socken i Västernorrlands län, Ångermanland, död 12 oktober 1932 i Njurunda församling,  var en svensk författare och journalist.

## Biografi
Högbergs var son till Jonas Högberg (f. 1823 i Högsjö, d. 1897 i Säbrå) och Marta Kajsa Hultin (f. 1823 i Hemsö, d. 1898 i Säbrå).¹
Högberg skrev redan som student vid Uppsala universitet ner sägner och historier som han hört under sin uppväxt. Så småningom blev detta en del av bakgrundsmaterialet till hans stora verk norrlandseposet Den stora vreden. Olof Högberg var även verksam som journalist, på Härnösands-Posten 1896–1898 och på Sundsvalls-Posten 1899–1904. Högberg var en stor förkämpe för Norrlands sak, vilket präglade större delen av hans produktion. Hur orättfärdigt Norrland behandlades beskrev han lidelsefullt, såsom i uttalandet Svartån är inte stridare än att en stackars get dricker upp hela ån under värsta julitorkan. Detta vattendrag är upptaget i Geografin men inte Kalixälven, som kan mäta sig med de största av södra Sveriges floder.
Den skönlitterära debuten 1906 blev mycket uppmärksammad, inte minst genom en ovanligt omfattande pr-kampanj som följde på vinsten av Iduns litteraturpristävling 1905, för boken Den stora vreden. De närmast följande åren var Högberg mycket produktiv och utgav bland annat sitt viktigaste verk, vid sidan av Den stora vreden, åren 1910-12: Från Norrlands sista halvsekel. Fribytare, Baggbölingar och Utbölingar. Där behandlar han den stora sociala omvälvningen i Norrland under andra hälften av 1800-talet med industrialiseringen, folkomflyttningar och frikyrkliga rörelser som centrala motiv.
Högberg var sedan sin studietid mycket gripen av matematik, och lade 1930 på eget bevåg fram en avhandling om trekropparproblemet tryckt på franska, som han lät distribuera till olika universitet i utlandet. De sista åren slutförde han också ett manuskript till en otryckt roman, Kapten Nimrod, där flera av hans litterära gestalter ur tidigare böcker framträder. Romanen präglas av science fiction och andlig mystik och utspelas i ett dödsrike på planeten Venus. Olof Högberg hittade även på det latinska namnet på Skvadern. Skvadern är en hybrid av tjäder och hare. Hon tillhör släktet Lepus samt tjäderfamiljen vilken är Tetrao. Skvaderns latinska namn är Tetrao lepus pseudo-hybridus rarissimus L. Olof Högbergs kategorisering medförde att Skvadern kom in i olika uppslagsverk.
Olof Högberg ligger begravd på Njurunda kyrkogård. Delar av hans arbetsrum och bibliotek kan beses på Medelpads Fornhem, Norra berget, i Sundsvall. Hans omfattande arkiv av manuskript och brev finns på Landsarkivet i Härnösand.

## Kronologi

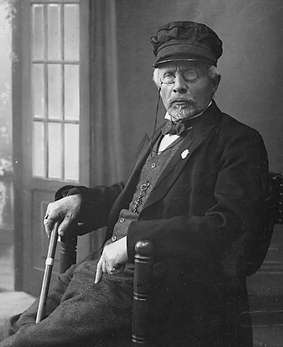
Olof Högberg som åldrad patriark i sitt hem Finnkyrka i Njurunda, där han bodde med sin syster Kajsa åren 1911–1932.

- 1880 tog Högberg sin filosofie kandidat-examen vid Uppsala universitet.
- 1882 var han med om att bilda studentföreningen Verdandi i Uppsala
- 1892 började arbeta som lärare och tf föreståndare vid Gudmundrå högre folkskola
- 1894 gav han tillsammans med folkskolläraren Johan Berglund ut Nord-Sverige, Tidskrift för upplysning och utveckling.
- 1905 fick Högberg tidskriften Iduns litteraturpris, för manuskriptet till Den stora vreden. Nordsvenska öden ur hävd och sägen.
- 1906 publicerades Den stora vreden i bokform.
- 1911 flyttade Högberg till egna gården Finnkyrka i Njurunda söder om Sundsvall.
- 1921 mottog han De Nios Stora Pris.
- 1928 blev han riddare av Nordstjärneorden.
- 1932 dog Högberg den 12 oktober.
- 1955  utdelade Norrlandsförbundet för första gången Olof Högberg-plaketten. Priset går till förtjänta män och kvinnor som arbetat för Norrlands sak.
- 1977 bildades Olof Högberg-sällskapet för att föra hans verk vidare.
- 1988 sattes Den stora vreden upp som teaterpjäs av Folkteatern i Gävleborg. Föreställningen blev mycket bejublad och kritikerrosad.
- 2002 reste Medelpadsakademin och Olof Högberg-sällskapet en minnessten på platsen för den rivna gården Finnkyrka.

### Varia
- Från Torsåkersbygdens förtider, efter föreläsning på stället.. Hernösand. 1896. Libris 2718512
- Gudmundrå i flydda tider  : minnesblad med anledning af kyrkans hundraårsjubileum den 27 sept. 1901. Sundsvall. 1901. Libris 1959494
- Från Medelpads förtider 1.Två blodsgestalter  : en trollpacka och en trolldomsdetektiv.  : 2.Vid Sundsvalls marknad år 1695.. Skrifter ; 5 Skrifter / utg. af Medelpads fornminnesförening, 99-1364056-3. Stockholm. 1910. Libris 2718511
- Ljungans ådal  : från turist- och fornminnessynpunkt. Svenska turistföreningens vägvisare ; 46. Stockholm: Wahlström & Widstrand. 1910. Libris 1619160
- Hammarberg, Carl Eric; Wide, Anders; Högberg, Olof (1916). Medelpads fornminnesförening  : redogörelse för dess första tio år. Skrifter / utg. af Medelpads fornminnesförening, 99-1364056-3 ; 9. Stockholm. Libris 1658625
- Lambertska milliarden  : det lambertska arvets historia genom 250 år efter "rika morbrors" födelse. Stockholm: Åhlén & Åkerlund. 1916. Libris 1505414
- Rieck-Müller, Maria; Högberg, Olof (1920). Medelpad och Ångermanland. Hembygdsböckerna, 99-0930468-6Läseböcker för skola och hem. Uppsala: Lindblad. Libris 8214926

## Priser och utmärkelser
- De Nios stora pris 1921